# Loanga (Tenkodogo)
Pour les articles homonymes, voir Loanga.
Ne doit pas être confondu avec Loanga-Peulh.
Loanga est une commune située dans le département de Tenkodogo de la province de Boulgou dans la région du Centre-Est au Burkina Faso.

## Histoire
Loanga est une ancienne cité qui a vit naître un grand nombre de clan(famille) issue de la communauté bissa. Autre fois le village s'appelait Taku avant de prendre la nouvelle appellation Lo-ga par déformation Loanga qui signifie là où l'esclavage est mort.